# Liste der XML-Namensräume
XML-Namensräume werden benutzt, um in einem einzelnen Dokument mehrere XML-Sprachen zu mischen. Siehe Namensraum (XML) zu Einzelheiten. Diese Liste soll die gebräuchlichsten Namensräume aufzählen. Da jederzeit beliebige neue Namensräume benannt werden dürfen, ist es nicht ihre Aufgabe, Vollständigkeit zu erreichen.

## Standardisiert

### World Wide Web Consortium

#### Empfehlungen (Recommendations)
| Namensraum                                    | Sprache                                                            | Spezifikation                                                       |
| --------------------------------------------- | ------------------------------------------------------------------ | ------------------------------------------------------------------- |
| http://www.w3.org/XML/1998/namespace          | in XML fest definierte Elemente oder Attribute mit dem Präfix xml: | w3.org                                                              |
| http://www.w3.org/2000/xmlns/                 | XML-Namensraum-Deklarationen mit dem Präfix xmlns:                 | w3.org                                                              |
| http://www.w3.org/1999/XSL/Transform          | XSLT 1.0, 2.0 (Cand. Rec.)                                         | w3.org                                                              |
| http://www.w3.org/1999/xhtml                  | XHTML 1.0, 1.1, XHTML-Print                                        | w3.org, w3.org                                                      |
| http://www.w3.org/2000/svg                    | SVG 1.0, 1.1                                                       | w3.org                                                              |
| http://www.w3.org/1998/Math/MathML            | MathML 2.0                                                         | w3.org                                                              |
| http://www.w3.org/1999/XSL/Format             | XSL-FO 1.0, 1.1                                                    | w3.org                                                              |
| http://www.w3.org/TR/REC-smil                 | SMIL 1.0                                                           | w3.org                                                              |
| http://www.w3.org/2001/SMIL20/                | SMIL 2.0                                                           | w3.org. Viele weitere Namensräume für einzelne Module. Siehe w3.org |
| http://www.w3.org/2005/SMIL21/                | SMIL 2.1                                                           | w3.org. Viele weitere Namensräume für einzelne Module. Siehe w3.org |
| http://www.w3.org/1999/xlink                  | XLink 1.0, 1.1 (Cand. Rec.)                                        | w3.org                                                              |
| http://www.w3.org/2005/08/addressing          | Web Services Addressing 1.0                                        | w3.org                                                              |
| http://www.w3.org/2001/XMLSchema              | XML-Schema                                                         | w3.org                                                              |
| http://www.w3.org/2001/XMLSchema-instance     | XML Schema Instance                                                | w3.org                                                              |
| http://www.w3.org/2001/10/synthesis           | Speech Synthesis Markup Language SSML 1.0                          | w3.org                                                              |
| http://www.w3.org/2001/vxml                   | VoiceXML 2.0                                                       | w3.org                                                              |
| http://www.w3.org/2002/07/owl#                | Web Ontology Language (OWL)                                        | w3.org                                                              |
| http://www.w3.org/1999/02/22-rdf-syntax-ns#   | Resource Description Framework (RDF/XML)                           | w3.org                                                              |
| http://www.w3.org/2001/xml-events             | XML Events                                                         | w3.org                                                              |
| http://www.w3.org/2002/xforms                 | XForms 1.0                                                         | w3.org                                                              |
| http://www.w3.org/2001/04/xmlenc#             | XML Encryption                                                     | w3.org                                                              |
| http://www.w3.org/2000/09/xmldsig#            | XML Signature                                                      | w3.org                                                              |
| http://www.w3.org/2005/xpath-functions        | XPath Funktionen (in XQuery)                                       | w3.org                                                              |
| http://www.w3.org/2005/xquery-local-functions | XQuery lokale Funktionen                                           | w3.org                                                              |
| http://www.w3.org/2001/XInclude               | XInclude 1.0                                                       | w3.org                                                              |
| http://www.w3.org/2003/05/soap-encoding       | SOAP 1.2                                                           | w3.org                                                              |
| http://www.w3.org/2003/05/soap-rpc            | SOAP 1.2                                                           | w3.org                                                              |

#### Vorgeschlagene bearbeitete Empfehlungen (Proposed Edited Recommendations)
| Namensraum | Sprache | Spezifikation |
| ---------- | ------- | ------------- |

#### Vorgeschlagene Empfehlungen (Proposed Recommendations)
| Namensraum | Sprache | Spezifikation |
| ---------- | ------- | ------------- |

#### Empfehlungskandidaten (Candidate Recommendations)
| Namensraum                                | Sprache | Spezifikation |
| ----------------------------------------- | ------- | ------------- |
| http://www.w3.org/ns/xbl                  | XBL 2.0 | w3.org        |
| http://www.w3.org/2006/02/addressing/wsdl | WSDL    | w3.org        |

##### Web Services
| Namensraum                                      | Sprache | Spezifikation                     |
| ----------------------------------------------- | --- | --------------------------------- |
| http://www.w3.org/2003/05/soap-envelope         | Web Services Addressing 1.0 - SOAP Binding / SOAP 1.2                                                      |                                   |
| http://schemas.xmlsoap.org/soap/envelope        | |                                   |
| http://www.w3.org/2005/08/addressing            | |                                   |
| http://www.w3.org/2006/05/addressing/wsdl       | |                                   |
| http://www.w3.org/2006/01/wsdl/soap             | |                                   |
| http://www.w3.org/2001/XMLSchema                | |                                   |
| http://schemas.xmlsoap.org/wsdl/                | Web Services Description Language WSDL 1.1                                                                 |                                   |
| http://schemas.xmlsoap.org/wsdl/soap/           | WSDL 1.1 SOAP 1.1                                                                                          | siehe: w3.org                     |
| http://schemas.xmlsoap.org/wsdl/soap12/         | WSDL 1.1 SOAP 1.2                                                                                          | siehe: w3.org                     |
| http://www.w3.org/ns/wsdl/soap                  | WSDL 2.0 SOAP Binding Namespace (WSDL 2.0 uses SOAP 1.2 by default)                                        | w3.org                            |
| http://www.w3.org/ns/wsdl                       | Web Services Description Language WSDL 2.0                                                                 | w3.org                            |
| http://www.w3.org/2006/01/wsdl                  | Web Services Description Language WSDL 2.0 (deprecated)                                                    | w3.org                            |
| http://docs.oasis-open.org/wsn/t-1              | Web Services Topics (WS-Topics) 1.3 OASIS Standard, approved October 1st 2006                              | docs.oasis-open.org (PDF; 218 kB) |
| http://docs.oasis-open.org/wsn/b-2              | Web Services Base Notification (WS-BaseNotification) 1.3 OASIS Standard, approved October 1st 2006         | docs.oasis-open.org (PDF; 388 kB) |
| http://docs.oasis-open.org/wsn/br-2             | Web Services Brokered Notification (WS-BrokeredNotification) 1.3 OASIS Standard, approved October 1st 2006 | docs.oasis-open.org (PDF; 233 kB) |
| http://docs.oasis-open.org/ws-caf/2005/10/wsctx | Web Services Context (WS-Context) 1.0 OASIS Standard, approved April 2nd 2007                              | docs.oasis-open.org (PDF; 185 kB) |

#### Arbeitsentwürfe (Working Drafts)
In den Arbeitsentwürfen sind, im Gegensatz zu den Empfehlungen, nachträgliche Änderungen der Namensräume möglich.
| Namensraum | Sprache | Spezifikation |
| ---------- | ------- | ------------- |

## Proprietär

### Adobe
| Namensraum               | Sprache | Spezifikation  |
| ------------------------ | ------- | -------------- |
| http://ns.adobe.com/spry | Spry    | labs.adobe.com |

### Microsoft
| Namensraum                                                | Sprache                                                    | Spezifikation                           |
| --------------------------------------------------------- | ---------------------------------------------------------- | --------------------------------------- |
| http://schemas.microsoft.com/developer/msbuild/2003       | MSBuild                                                    | msdn.microsoft.com                      |
| http://schemas.microsoft.com/winfx/2006/xaml              | XAML                                                       | download.microsoft.com (PDF; 2.652 kB)  |
| http://schemas.microsoft.com/winfx/2006/xaml/presentation | XAML (Windows Presentation Foundation, Windows Store-Apps) | download.microsoft.com (PDF; 13.023 kB) |
| http://schemas.microsoft.com/client/2007                  | XAML (Silverlight)                                         | download.microsoft.com (PDF; 4.325 kB)  |

### Mozilla
| Namensraum                                                    | Sprache | Spezifikation                                                                 |
| ------------------------------------------------------------- | ------- | ----------------------------------------------------------------------------- |
| http://www.mozilla.org/keymaster/gatekeeper/there.is.only.xul | XUL     | XML User Interface Language (Memento vom 2. Februar 2002 im Internet Archive) |
| http://www.mozilla.org/xbl                                    | XBL     | developer.mozilla.org                                                         |

## Sonstige
| Namensraum                           | Sprache                                                              | Spezifikation                                                              |
| ------------------------------------ | -------------------------------------------------------------------- | -------------------------------------------------------------------------- |
| http://xml.zope.org/namespaces/tal   | Template Attribute Language                                          | wiki.zope.org                                                              |
| http://xml.zope.org/namespaces/metal | Macro Expansion TAL                                                  | wiki.zope.org                                                              |
| http://xml.zope.org/namespaces/i18n  | i18n TAL                                                             | siehe zope3.mpg.de                                                         |
| http://purl.org/kid/ns#              | Kid, eine von TAL inspirierte XML-konforme Templatesprache           | Named Template Functions (Memento vom 7. Oktober 2007 im Internet Archive) |
| http://genshi.edgewall.org/          | Genshi, eine von Kid inspirierte Templatesprache genshi.edgewall.org | genshi.edgewall.org                                                        |